# Миза Гумала
Миза Гумала (ест. Humala mõis, нім. Hummala) — колишній дворянський маєток знаходиться на північі Естонії в волості Харк повіту Гар'юмаа.

## Історія
Мизу було засновано в 1690 р. і тоді її власником був Отто Шнайдінг (нім. Otto Scheiding).
Після північної війни миза була спочатку у володінні корони, а до 1758 р. мизою володів Якоб Альбрехт Маттіас (нім. Jakob Albrecht Matthias).
Починаючи з 1777 р. миза два десятки років належала фон Фокам.
У 1805 р. мизу придбав Густав ван дер Ховен і вона залишалася у володіння його сім'ї до 1870 р.
Починаючи з 1889 р. і до 1919 р. миза була у власності хазяїна мизи Вяяна Штакельберга, і стала побічною мизою Вяяна.

## Архітектура
Головна будівля мизи — кам'яний будинок у стилі класицизму відноситься до початку XIX століття. Порівняно просту будівлю з напівскатним дахом прикрашає видатний вестибюль, прикрашений сходами.
В даний час будівля використовується під житло і дещо перебудована.

## Маєток
Велика частина додаткових споруд знаходилося в близькості від головної будівлі. Зі збережених найцікавіша будівля комори кінця XIX століття з арочними вікнами.

## Приход
Згідно з історичним адміністративним поділом, миза Гумала належить до Кейласького приходу (ест. Keila kihelkond).

## Ресурси Інтернета
- [Архівовано 26 вересня 2012 у Wayback Machine.]